# Morris Six MS
La Morris Série Six MS est une automobile à six cylindres, de dimension médiane, fabriquée par le constructeur britannique Morris entre 1948 et 1953. Dévoilée conjointement aux gammes Minor, Oxford et Wolseley de la même marque, le mardi 26 octobre 1948, elle constituait le premier modèle à six cylindres proposé par Morris dans l’immédiat après-guerre. Ces véhicules, d’une conception novatrice pour l’époque, adoptaient une structure monocoque, intégrant châssis et carrosserie en un seul ensemble. Ils reposaient sur une suspension avant indépendante à barres de torsion, dispositif alors en vogue parmi les constructeurs progressistes. Lors de sa commercialisation, le prix de cette automobile s’élevait à 607 livres sterling (taxes incluses) sur le marché britannique. Toutefois, cette somme fut majorée dès le 1er mars 1949, passant à 671 livres.
Sous l’ancien régime technique, révolu cette année-là, son propulseur délivrait une puissance légèrement supérieure à vingt chevaux. Bien que son apparence extérieure évoquât avec une évidente parenté sa devancière d’avant-guerre de vingt-cinq chevaux, l’automobile présentait également une similitude marquée avec la Morris Oxford MO, conçue par Alec Issigonis, partageant avec cette dernière la carrosserie depuis le pavillon jusqu’à la poupe. Elle s’apparentait aussi, par certains traits, à la Minor MM. Le capot, plus allongé que celui de l’Oxford, abritait un moteur six cylindres de 2 215 cm³  à arbre à cames en tête, développant 70 chevaux (unité « bhp » non convertie) à 4 800 tours par minute. L’ensemble du véhicule surpassait en longueur l’Oxford, avec un empattement de 2 794 mm, contre 2 463 mm pour ce dernier. La suspension avant, de conception indépendante, reposait sur des barres de torsion, tandis qu’à l’arrière, un essieu rigide classique, associé à des ressorts semi-elliptiques, assurait la tenue de route. Le système de direction, distinct de la crémaillère employée sur l’Oxford, utilisait un mécanisme Bishop Cam à rapport plus faible. Les freins à tambour, d’un diamètre de 254 mm, étaient actionnés par un circuit hydraulique Lockheed. Des contretemps liés à la fatigue du métal au niveau de l’articulation entre le pavillon et la suspension avant retardèrent la production jusqu’en mars 1949.
Hormis la calandre et les emblèmes distinctifs, l’automobile dans son intégralité était commune avec la Wolseley 6/80, son homologue au sein de l’organisation Nuffield. Cette dernière se distinguait toutefois par un niveau de finition plus soigné et des aménagements intérieurs plus raffinés.
Un véhicule automobile évalué par la publication britannique The Motor en 1950 atteignait une vitesse maximale de 132 km/h et parvenait à accélérer de 0 à 97 km/h en 22,4 secondes. Sa consommation de carburant s'élevait à 14 L/100 km. Le modèle testé était proposé au prix de 671 livres sterling, taxes incluses.
En 1950, le rapport du pont arrière fut réduit afin d’optimiser les performances en accélération, tandis que la suspension avant à barres de torsion indépendante se vit dotée d’amortisseurs jumelés.
Lors du Salon de l'automobile de Londres en 1953, une édition de luxe fut dévoilée, arborant une sellerie en cuir fin, un dispositif de chauffage intégré ainsi que des butoirs sur les pare-chocs avant.

## Galerie

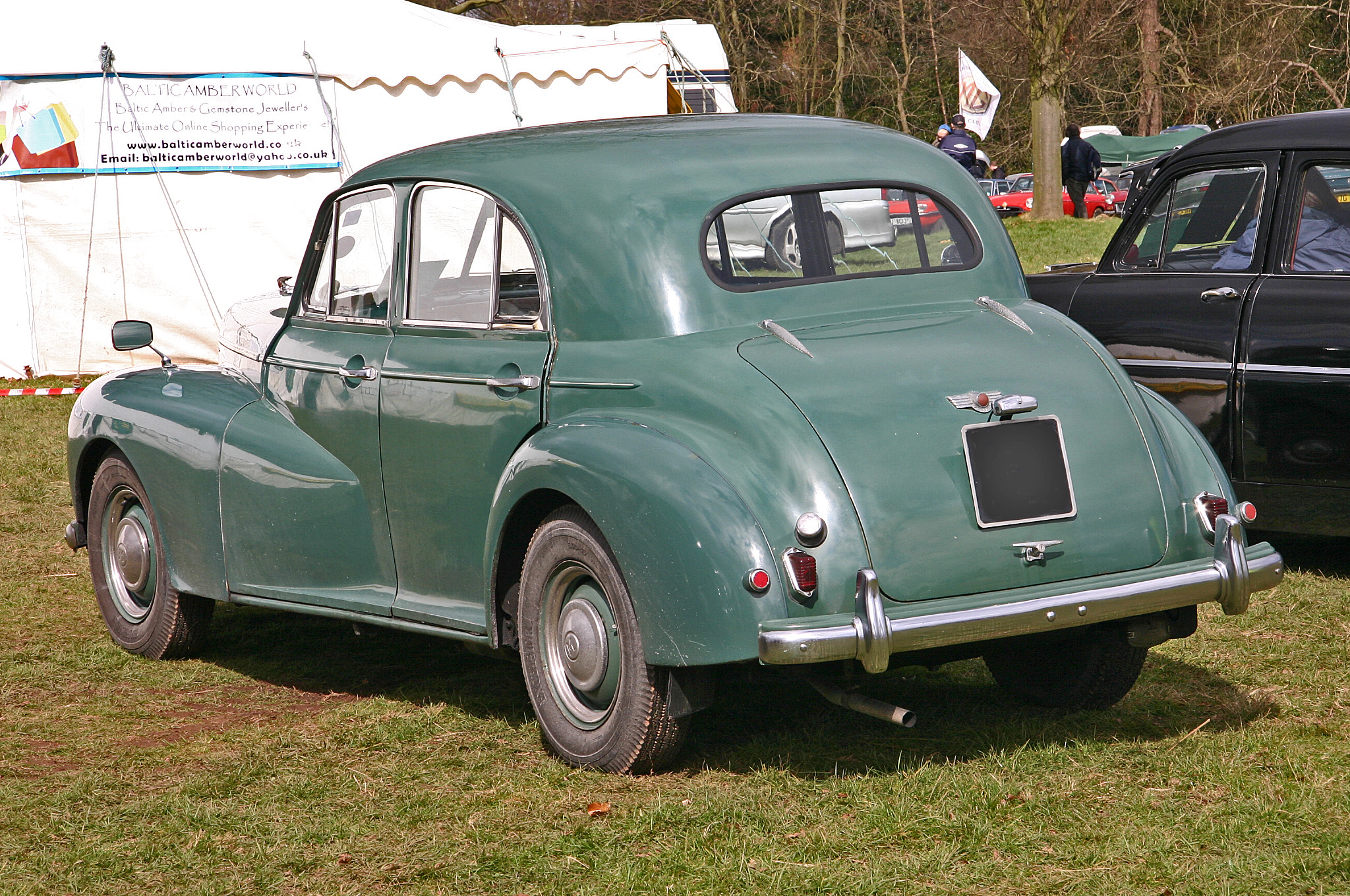
Morris Six Series MS
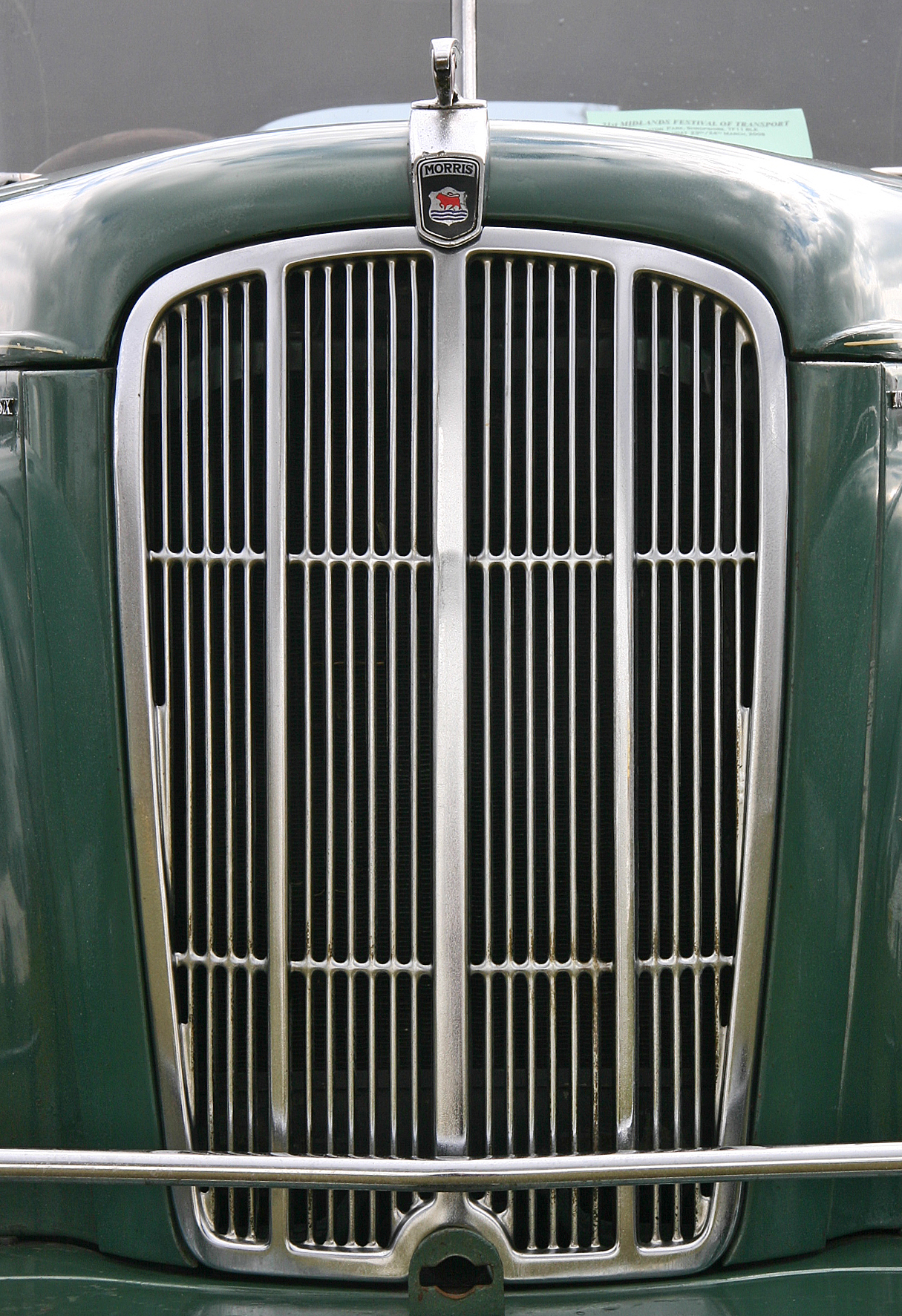
Calandre